# Bockscar

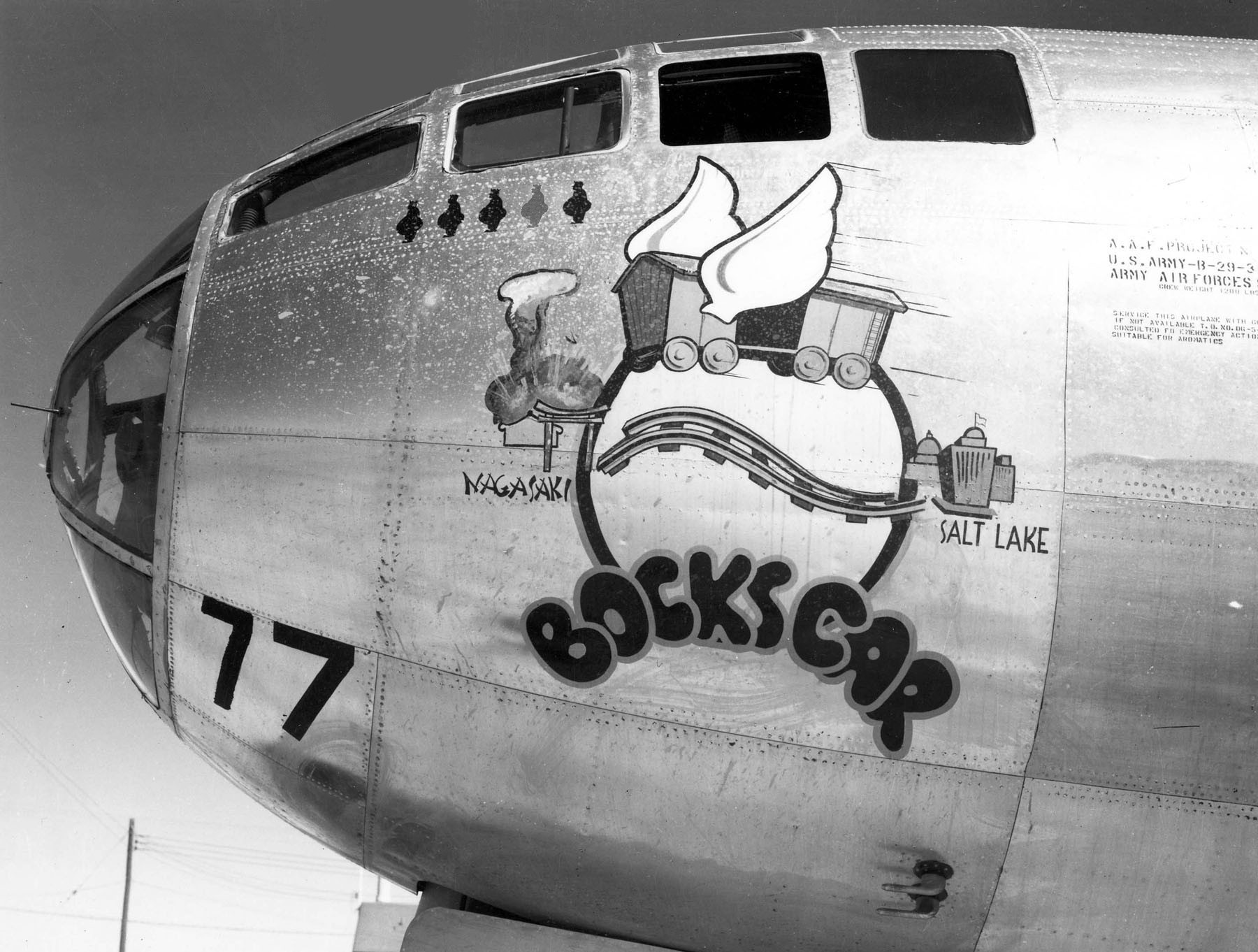
Bockscar

Bockscar, de vegades dit Bock's Car o Bock Gime, és el nom del bombarder de les Forces Aèries de l'Exèrcit dels Estats Units B-29 que llençà la bomba atòmica dita "Fat Man" sobre la ciutat japonesa de Nagasaki el 9 d'agost de 1945, que era la segona bomba atòmica llançada després de la primera que va ser sobre Hiroshima. Estava assigants al 393d Bomb Squadron, 509th Composite Group.
El nom pintat sobre l'avió deriva del nom del seu comandant, Capità Frederick C. Bock.
El Bockscar actualment es mostra de forma permanent al National Museum of the United States Air Force a Dayton, Ohio. Aquesta exhibició inclou una rèplica de la bomba atòmica "Fat Man" i consta que és "L'avió que va posar terme a la Segona Guerra Mundial". Això contrasta amb l'exposició del Enola Gay al Smithsonià Steven F. Udvar-Hazy Center, on poca menció es fa al paper d'aquest avió en la Segona Guerra Mundial.
L'any 2005 es va fer un curt documental sobre la missió en el Bockscar, titulat "Nagasaki: The Commander's Voice."